# Vern Fleming
Vern Fleming, född 4 februari 1962 i Queensbridge i Queens i New York, är en amerikansk före detta basketspelare. Han spelade totalt tolv säsonger i NBA som point guard, elva säsonger för Indiana Pacers och en säsong för New Jersey Nets.

## Landslagskarriär
Vern Fleming tog OS-guld i basket 1984 i Los Angeles. Detta var USA:s åttonde guld i herrbasket i olympiska sommarspelen.